# Birkendorf (Ühlingen-Birkendorf)
Birkendorf ist Ortsteil von Ühlingen-Birkendorf im Landkreis Waldshut in Baden-Württemberg und eine ehemals von der Landwirtschaft geprägte heutige „Wohngemeinde“. Die damalig eigenständige Gemeinde war im Jahre 1973 Bundessieger im Wettbewerb Unser Dorf soll schöner werden. Seit den 1950er Jahren wandelte sich der Ort vom Bauerndorf zum Ferienort und wurde Luftkurort „mit regelmäßiger Überprüfung“. Birkendorf ist mit 1291 Einwohnern der bevölkerungsstärkste Ortsteil der Gemeinde. Ortsvorsteher ist Norbert Schwarz.

## Lage und Einrichtungen
Birkendorf liegt wie Ühlingen und Grafenhausen an der 1882 fertiggestellten Schlüchttalstraße von der Wutach- und Hochrheinlinie, die von Tiengen aus in den Südschwarzwald über Rothaus zum Schluchsee führt. Diese direkte und nahe Verbindung zu touristischen Zielen im Schwarzwald macht Birkendorf zum Ferienort.
Tourismus: In der Ortschaft gibt es mit dem Hotel Sonnenhof und dem Schlüchttal-Camping zwei größere Übernachtungsbetriebe. Drei Reithallen stehen zur Verfügung, ein Badesee und ein Haus des Gastes. „Bei guter Schneelage werden Loipen bis nach Rothaus und nach Ühlingen gespurt.“
„Direkt neben der Kirche befindet sich seit 1780 Birkendorfs ältestes Gasthaus, der Hirschen, der in vierter Generation geführt wird. Das Gasthaus ‚Zur Post‘ wurde 1906 eröffnet und wird in dritter Generation bewirtschaftet. […] Etwa 25 Betriebe bieten mit Gastronomie und Sägewerk im Tal etwa 200 Arbeitsplätze.“
Musikalisches Engagement
In den 90er Jahren wandten sich Jugendliche der Trachtenkapelle moderner Musik zu und gründeten Rockbands wie Wladiwostok Air Pollution (WAP), Dilldaps und Rosebutt. Seit 2002 treten die Mundartrocker Luddi mit urigem Dialekt auf und bestritten erfolgreiche Auftritte im In- und Ausland. Auch die A-cappella-Band The Fabulous Four ist über die Ortsgrenzen hinaus erfolgreich.
Zur Ortschaft zählen auch die Siedlungen Igelschlatt, Horben und die Wüstung Rombach, in Birkendorf aufgegangen ist die Ortschaft Vogelsang.

## Aktivitäten 2021
Durch die Corona-Pandemie mussten fast alle Veranstaltungen abgesagt werden. Für die entgangene Fasnacht „produzierten die Narrenzunft und die Alemannenrockband Luddi coronakonform die Youtube-Sendung ‚Wäm g'hörsch au du?‘, mit Narrenzünften aus dem ganzen Rothauserland.“
Es gab „viele Eigeninitiativen von Ortschaftsräten und Privatleuten“ – Verschönerungen im Dorfbild und eine Dorfputzede mit 50 Personen. Durchgeführt wurde im Sommer der traditionelle Chilbimarkt.
„Am 20. Juni wurde der Kugelwaldpfad eröffnet – der Höhepunkt des Jahres. Seither pilgerten Menschenscharen nach Birkendorf und ließen sich von der neuen Attraktion oberhalb des Naturena Badesees begeistern.“ Das alte Birkendorfer Waldbad am Schlüchtsee wurde 2002 mit zahlreichen Wasser-Anlagen (Sprungfelsen, Steg) und Spielplätzen „zu einem Naturerlebnisbad in idyllischer Lage umgebaut. […] Die Reinigung des Wassers erfolgt über einen Regenerationsteich mit Kiesfilter. Mikroorganismen und Pflanzen ersetzen das übliche Chlor“. 2018 wurden über 12.200 Besucher verzeichnet, 2020 blieb der See wegen Corona geschlossen. Unter Begrenzungen wurde der Badebetrieb im Sommer 2021 durchgeführt.
Erinnerung an die Kriege
Ein kultureller Höhepunkt war „am 30. Oktober [2021] der Dorfabend mit der Buchvorstellung ‚Birkendorfer Soldatenschicksale‘ von Josef Kaiser. […] Familienangehörige gefallener Soldaten aus Birkendorf wirkten mit und stellten das kurze Leben der Männer auf der Bühne dar.“ „Dass die Kriegsteilnehmer, vor allem die gefallenen Soldaten auch in kommenden Generationen nicht vergessen werden, ist das Hauptanliegen des Autors. […] Josef Kaiser erinnerte am Abschluss an Eugen Kaiser, der seine Lehren aus dem Krieg gezogen hatte. Trotz dreijähriger französischer Gefangenschaft wurde er als Bürgermeister zum Begründer der Partnerschaft Birkendorf-Machecoul.“ (1973). Jean Menagér, Bürgermeister von Machecoul bei Gründung der Partnerschaft starb am 13. Januar 2022 im Alter von 89 Jahren. „Wann immer es ihm möglich war, nahm Menagér bei Austausch-Besuchen von Vereinen und Delegationen mit seiner Familie teil.“
Für das laufende Jahr stehen zahlreiche Vorhaben an, auch durchaus Ungewöhnliches wie „dem Setzen eines Stolpersteines am 23. Juni 2022 beim ehemaligen Elternhaus (Maxehaus) von Kreszentia Blatter, [.. mit dem] an deren gewaltsamen Tod durch die Nazidiktatur erinnert werden (soll).“

## Geschichte
Eine erste geschichtliche Erwähnung findet Birkendorf im Jahre 1095. Diese Angabe bezieht sich auf eine „Ita von Birkendorf, [die ..] im 11. Jahrhundert erwähnt (wird).“

### Römer und Alamannen
Im 1. Jahrhundert nach Christus erschlossen die Römer nach der Besetzung des Voralpenlandes auch die Hochrheinregion über ein Straßennetz, auf das es ebenfalls Hinweise im Südschwarzwald gibt. So gilt es als wahrscheinlich, dass von der Heeresstraße die bei Tenedo (Zurzach-Rheinheim) über den Fluss und durch den Klettgau nach Iuliomagus (Schleitheim) und zur Donau verlief, auch ein Abzweig über die Wutach bei Horheim über Untermettingen in den Raum Ühlingen führte, wo „oberhalb Riedersteg […] einige hundert Meter hinter den Breitwiesen, etwas erhöht, eine große römische Anlage (liegt).“ Da die Schweizer Verkehrswegeforschung annimmt, dass der Name „Rothaus“ nicht von einer Besitzerfamilie Roth abgeleitet ist, sondern von der typischen Farbe römischer Straßenstationen – Mansio –, könnte diese historische Route in der Fortsetzung über Ühlingen, Birkendorf, Grafenhausen eben auch über Rothaus an den Schluchsee geführt haben. Die Römer kultivierten die Region 2 bis 300 Jahre, bis der Alamannensturm sie 260 n. Chr. zur Aufgabe zwang.
„In halber Höhe am Südabhange des ‚Bühls‘ wurden alemannische Plattengräber mit Eisenwaffen aufgedeckt. Am östlichen Abhang fand man eine Menge gutgeschmiedeter Hufeisen von Maultieren.“ Funde oder Informationen über die nächsten 800 bis 1000 Jahre sind nicht vorhanden.

### Mittelalter und Neuzeit
Die Herren von Birkendorf erbauten vermutlich im 12. Jahrhundert die Burg Birkendorf. „Von dem Schloß der Ritter von Birkendorf, das einst etwa 1/4 Stunde nordöstlich vom Ort auf dem sogenannten ‚Bühl‘ (Höhepunkt 841 m) befunden hat, ist heute nichts mehr zu sehen.“

„Birkendorf war einst Sitz eines Krenkingenschen Landadels, der später nach Schaffhausen auswanderte und dort im 15. Jahrhundert erlosch. Das Wappen des Geschlechtes kann man heute noch auf einem Grabstein im Kreuzganges ehemaligen Klosters Allerheiligen zu Schaffhausen sehen. Auch die Birke im Gemeindesiegel ist noch eine Erinnerung an die Ritter von Birkendorf.“

Im Jahre 1403 verkaufte Erlawin von Birkendorf seine dortigen Güter an Johann v. Wolfurt. Über die Edlen von Wolfurt kam Birkendorf vermutlich an das Kloster Allerheiligen in Schaffhausen.
„Bereits 1275 erscheint in Urkunden die Pfarrei Birkendorf, deren Schutzvögte die Herren von Roth in Rothaus waren. Durch sie kam 1363 das Patronatsrecht an Gottfried von Grießen.“ „Das Dorf ging 1482 durch Erzherzog Sigismund von Österreich an Simon von Erzingen. 1494 wurde es an die Herren von Lupfen verkauft.“ Unter Johann von Lupfen (1487–1551) muss das Dorf weiter an Schaffhausen verkauft worden sein, denn 1530 gelangte Birkendorf zusammen mit Grafenhausen im Tausch gegen Beggingen und Schleitheim von der Stadt Schaffhausen an die Landgrafschaft Stühlingen.
Vom letzten Lupfener, Graf Heinrich VI., ging Birkendorf mit der Landgrafschaft 1582 an den „Reichsmarschall Maximilian von Pappenheim und 1609 an das Kloster St. Blasien.“ Birkendorf wurde im Dreißigjährigen Krieg (1618–1648) fast völlig verbrannt.
Der 1743 zu Birkendorf geborene Johann Ganter „begann mit 5 Gulden einen Handel mit Zunder und Schwefelhölzchen […] errichtete in Birkendorf eine Tabak- und Siegellackfabrik, sowie ein Kräuterbad. […] Er starb 1820 und hinterließ zum Zwecke der Wiedereinrichtung einer Pfarrei in Birkendorf 2200 Gulden. (Birkendorf war damals Filiale von Grafenhausen). Auch seine Tochter Maria schenkte der Gemeinde das ererbte Haus zu einem Pfarrhaus.“

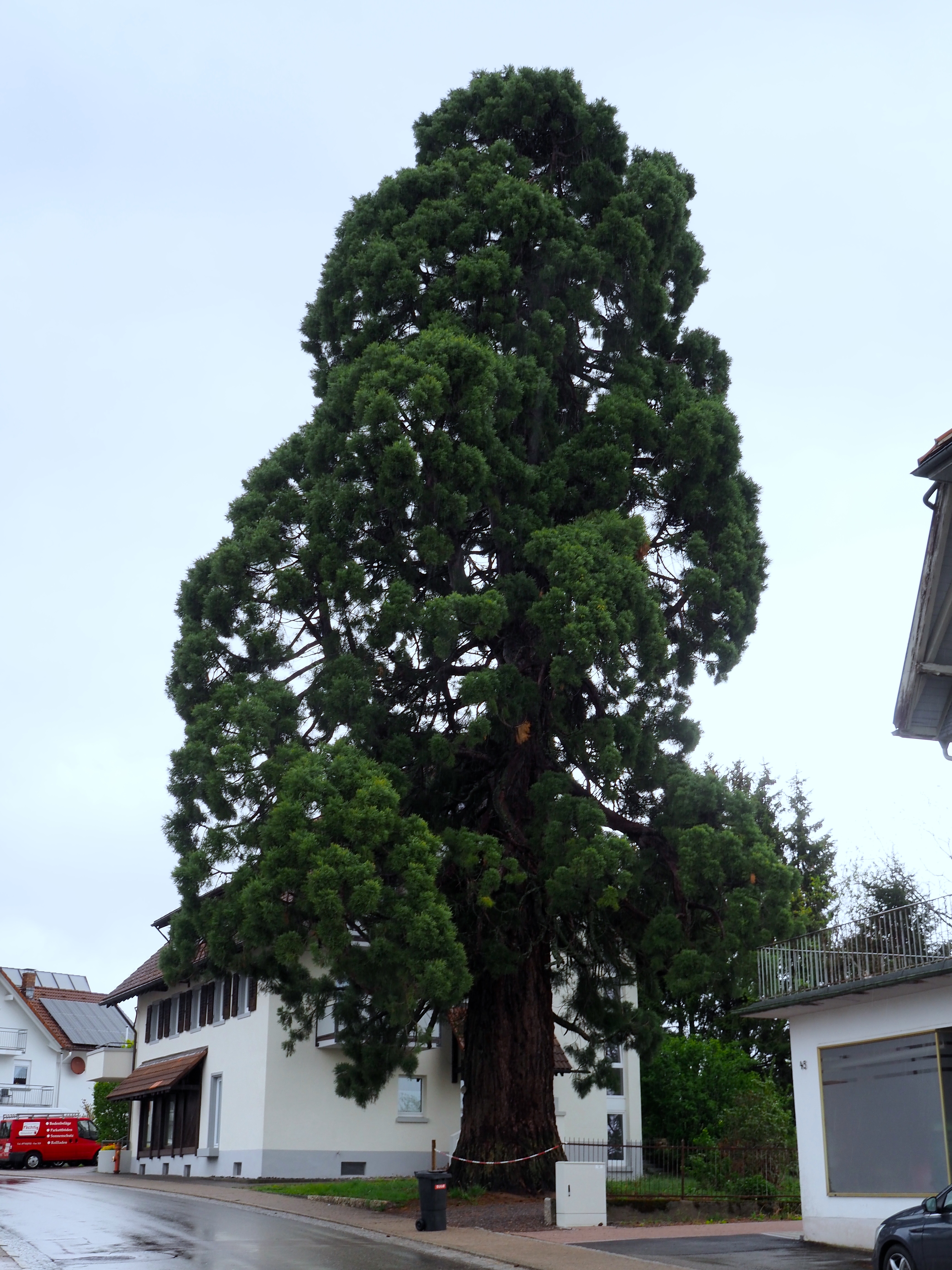
Der Bergmammutbaum von Birkendorf ist der älteste und größte im Landkreis Waldshut

### Bergmammutbaum (1871)
Im Jahre 1871 wurde aus Anlass der deutschen Einheit in Folge der siegreichen Einheitskriege gegen Dänemark (1864), Österreich (1866) und Frankreich (1870/71) ein Bergmammutbaum (Sequoiadendron giganteum) gepflanzt. Dieser Baum ist auch unter dem Namen Riesenmammutbaum oder Wellingtonie bekannt. Mit einer Höhe von 27 Metern und einem Stammumfang von 6,80 Metern gilt er heute als Wahrzeichen von Birkendorf. Vermutlich stammt der Baum von der Insel Mainau, das Saatgut mit Sicherheit aus der Wilhelma-Saat.
Im Mai 2021 pflanzte Ortsvorsteher Norbert Schwarz auf dem Gemeindegrundstück neben der Kirche einen jungen Mammutbaum.

### 20. Jahrhundert
Das Wappen der Herren von Birkendorf war eine Birke. „Eine solche erscheint schon in der ersten Hälfte des 19. Jahrhunderts als Siegelbild der Gemeinde. Auf Vorschlag des Generallandesarchivs hatte Birkendorf 1913 das für die Geschichte und den Ortsnamen „redende“ Wappen angenommen.“
Im Ersten Weltkrieg hatte Birkendorf 23, Igelschlatt 3 Kriegsopfer.
Von 1815 bis 1924 zählte die Gemeinde zum Bezirksamt Bonndorf. 1925 brach im Unterdorf Feuer aus, dem 4 Häuser zum Opfer fielen. 1926/27 wurde das Birkendorfer Schulhaus während der Amtsperiode des 1941 verstorbenen, verdienstvollen Bürgermeisters Heinrich Bernauer errichtet.
31 Gefallene sowie 4 Vermisste forderte der Zweite Weltkrieg.
Im Turm der Kirche, die St. Margaretha (20.7.) zur Patronin hat, hängen noch zwei Glocken des Birkendorfer Glockengießers Columban Schnitzer. Nach dem Bau eines Mehrzweckhauses 1951/52 wurde 1953 ein Schwimmbad errichtet.
Gemeindezusammenschluss
Am 1. Januar 1975 wurden Berau, Birkendorf und Brenden nach Ühlingen-Birkendorf eingemeindet.

### Geschichte angehöriger Orte
- „Auf der heute noch bestehenden Gemarkung Rombach stand das noch 1490 erwähnte Dorf Rombach.“
- Mit Birkendorf wurde 1609 „auch Igelschlatt von St. Blasien gekauft. […] Mehrmals werden die Igelschlatter Mühle und die Igelschlatter Säge erwähnt.“[8]

Seit 1928 ist die Igelschlatter Säge im Besitz der Familie Braun.

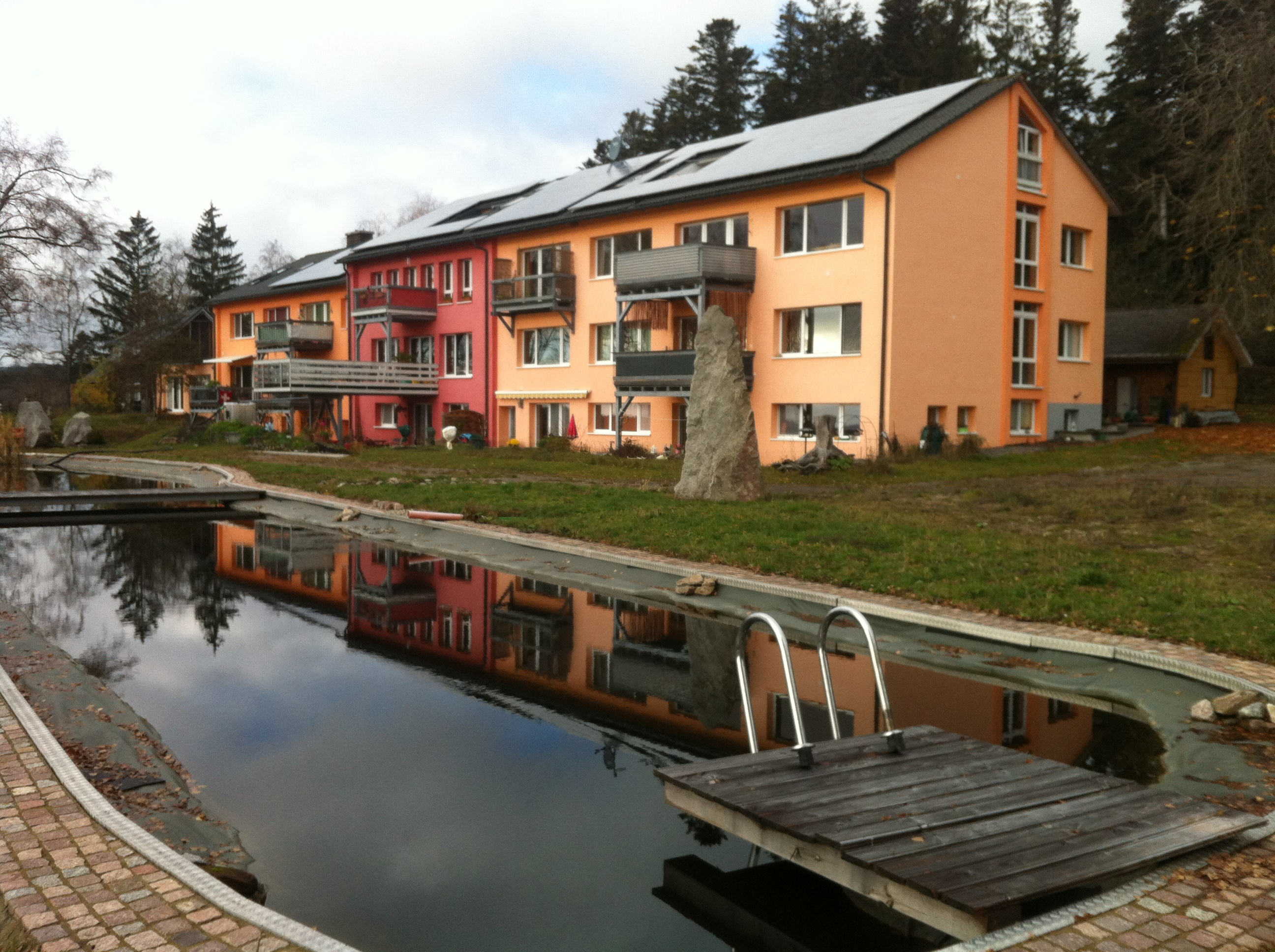
Wohnprojekt „Horst Horben“

Das Werk war im Juli 2021 Forum der Erörterung der aktuellen Marktlage, der Lage mittelständischer Unternehmen der Branche, dem Nachwuchs-Problem im Handwerk und verschiedenen Aspekten von Waldumbau und nachhaltiger Bewirtschaftung in Zeiten des Klimawandels.
- In Birkendorf-Horben wurde 1955/56 ein „Kindererholungsheim durch eine Krankenkasse“ gebaut und bis in die 1980er-Jahre betrieben. Später wurde es noch mit Flüchtlingen – auch Russlanddeutschen – belegt, danach verkamen Gebäude und Einrichtungen. Seit einigen Jahren ist die Anlage als Mehrgenerationenhaus erneuert und bewohnt.

## Persönlichkeiten
- Johann Ganter (1743–1820), Bauer und Unternehmer
- Columban Schnitzer, Glockengießer.
- Brauereibesitzer Franz Xaver Matt, Utica (USA), 1953 Ehrenbürgerrecht.
- Oswald Hermann, Oberlehrer und Heimatforscher, der 1955 eine handgeschriebene Ortschronik vollendete.